# ヘスース・グリーディ

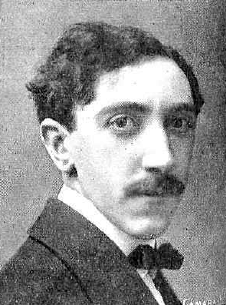
ヘスース・グリーディ

ヘスース・グリーディ・ビダオラ (Jesús Guridi Bidaola,1886年9月25日 - 1961年4月7日)はスペインの作曲家。
バスク地方のアラバ県ビトリア＝ガスティス出身。マドリードで学んだ後、フランスに留学しパリのスコラ・カントルムでヴァンサン・ダンディらに師事。さらにベルギーのブリュッセルに留学した。帰国後は、バスク地方のビルバオで活動を行う。作品はバスク地方の民謡に基づくもので、オペラ「ミレンチュ」「アマーヤ」、「ピレネー交響曲」、管弦楽曲「10のバスクの旋律」、2つの弦楽四重奏曲などがある。また「農場」などのサルスエラも作曲している。

## 文献
- Menéndez Aleyxandre, A., and Antoni Pizà. 2001. "Guridi (Bidaola), Jesús". The New Grove Dictionary of Music and Musicians, second edition, edited by Stanley Sadie and John Tyrrell. London: Macmillan Publishers.